# آلن کرودان
آلن کرودان (انگلیسی: Alan Kerouedan؛ زادهٔ ۱۲ ژانویهٔ ۲۰۰۰) بازیکن فوتبال اهل فرانسه است.
وی همچنین در تیم‌های ملی فوتبال France national under-16 football team، زیر ۱۷ سال فرانسه، و زیر ۱۸ سال فرانسه بازی کرده‌است.